# Endelave
Endelave là 1 đảo nhỏ của Đan Mạch, nằm trong vùng nước Kattegat, phía bắc đảo Fyn, phía tây đảo Samsø. Đảo có diện tích 13,2 km² với 177 cư dân.
Về hành chính, đảo trực thuộc thị xã Horsens và Vùng Midtjylland.
Về giao thông, có tuyến tàu phà từ Snaptun (đông bán đảo Jutland) tới đảo và ngược lại (chừng 55 phút).